# Saccifolieae
Saccifolieae là danh pháp khoa học của một tông trong họ Gentianaceae.

## Mô tả
Các loài trong tông này bao gồm các dạng cây bụi lâu năm tới các cây thân thảo nhỏ một năm hoặc cây thân thảo không diệp lục mập mạp. Thân chúng từ thuôn tròn tới góc cạnh và có lá so le (Saccifolium, đôi khi ở Voyriella) hoặc mọc đối hay mọc vòng (Curtia). Lá thông thường hoặc suy giảm thành vảy, hình túi ở Saccifolium. Cụm hoa là xim hoa lỏng lẻo ở đầu cành hay cụm hoa dạng đầu dày dặc (Tapeiostemon sessiliflorum), xim ở nách lá hay hoa đơn độc ở nách lá (Saccifolium). Hoa đối xứng tỏa tia bộ (4-)5(6-). Hoa vòi nhụy lạ có ở Curtia, Hockinia, Tapeinostemon longiflorum và Voyriella.

## Phân loại
Saccifolium ban đầu được coi là chi duy nhất trong họ Saccifoliaceae, một họ chủ yếu gắn với Gentanales và với họ Gentianaceae (Maguire & Pires, 1978). Thorne (1983) đưa Saccifolium vào phân họ đơn chi Saccifolioideae (phân họ này chưa bao giờ được mô tả hợp lệ) của họ Gentianaceae, nhưng trong Thorne (1992) thì ông lại tách Saccifoliaceae ra làm họ riêng biệt. Takhtajan (1997) dù coi Saccifolium thuộc về một họ khác biệt, nhưng cho rằng nó không xứng đáng để coi là họ tách biệt với Gentianaceae.

### Các chi
- Curtia Cham. & Schlttdl., 1826: Loài điển hình là Curtia gentianoides. Chứa 6-11 loài. Phân bố: Mexico tới Argentina, trung tâm phân bố tại Brasil.
- Hockinia Gardner, 1843. Loài điển hình và duy nhất hiện được công nhận: Hockinia montana.
- Saccifolium Maguire & Pires, 1978: Loài điển hình và duy nhất hiện được công nhận là Saccifolium bandeirae ở Brasil.
- Tapeinostemon Benth, 1854: Loài điển hình Tapeinostemon spenneroides. Chứa 7-8 loài.
- Voyriella (Miq.) Miq., 1851: Loài điển hình và duy nhất hiện được công nhận là Voyriella parviflora. Phân bố: Nhiệt đới Nam Mỹ và Panama.

## Phát sinh chủng loài
Cây phát sinh chủng loài dưới đây vẽ theo Struwe L.

|  | Tapeinostemon                                       |
|  |                                                     |
|  | \| \| Hockinia \| \| \| \| \| \| Curtia \| \| \| \| |
|  |                                                     |
|  | Voyriella                                           |
|  |                                                     |
|  | Saccifolium                                         |
|  |                                                     |
|  | Hockinia                                            |
|  |                                                     |
|  | Curtia                                              |
|  |                                                     |

|  | Hockinia |
|  |          |
|  | Curtia   |
|  |          |